# Caraimatta cambridgei
Caraimatta cambridgei är en spindelart som först beskrevs av Bryant 1940.  Caraimatta cambridgei ingår i släktet Caraimatta, och familjen Tetrablemmidae. Inga underarter finns listade.